# Pieve di Sant'Andrea (Pistoia)

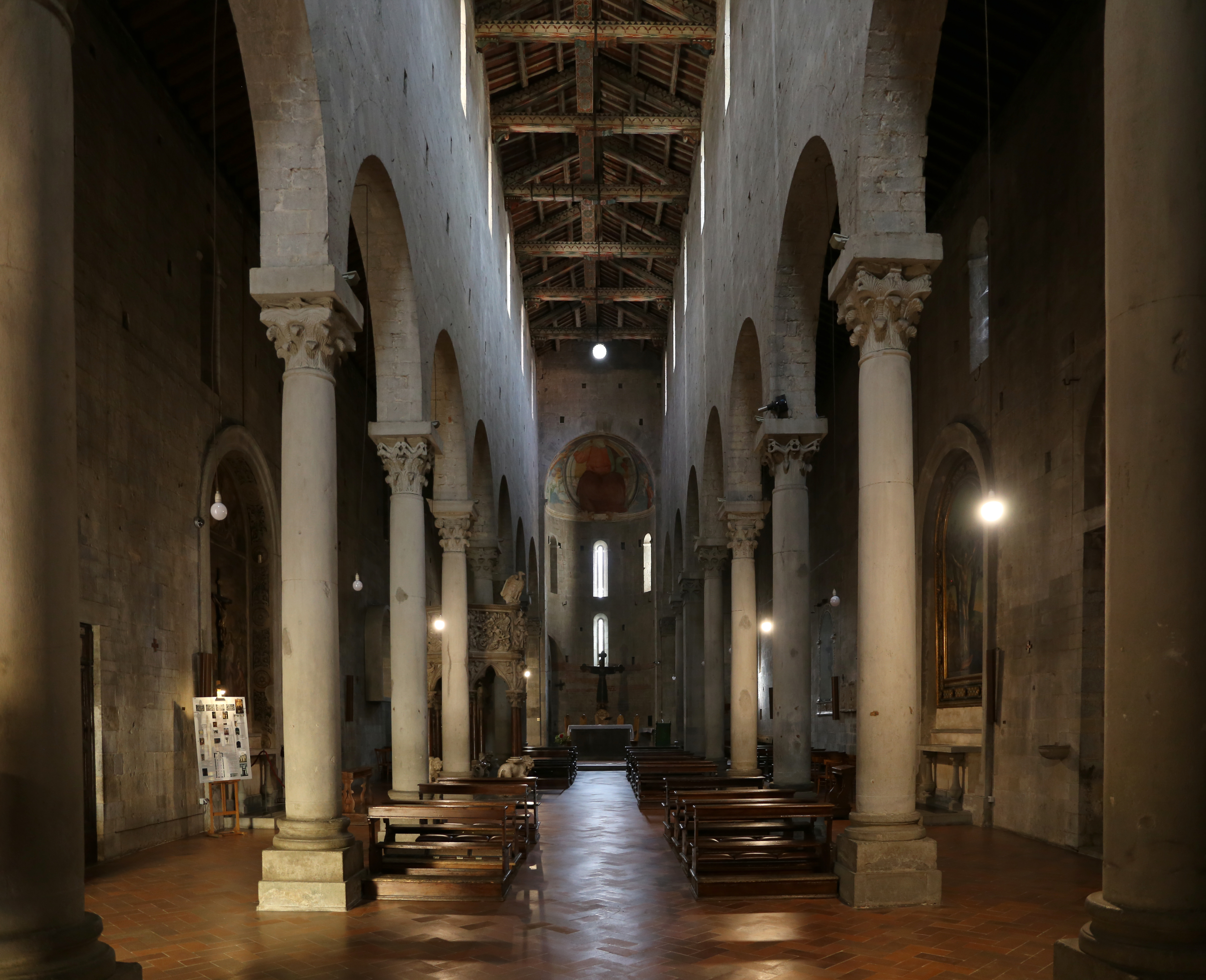
Interno

La pieve di Sant'Andrea è un luogo di culto cattolico situato nel centro storico di Pistoia; risalente all'VIII secolo, è sede dell'omonima parrocchia retta dal clero diocesano di Pistoia.
Al suo interno è contenuto il celebre Pulpito di sant'Andrea di Giovanni Pisano.

## Storia e descrizione
Fondata circa  già nel secolo VII, aveva originariamente dimensioni assai più ridotte, ma solo in lunghezza: quando nella seconda metà del XII secolo, infatti, fu portata ad assumere le forme attuali grazie all'architetto Buono, non ne fu variata la larghezza, il che dette all'edificio quel particolare slancio verticale che ancora costituisce parte non indifferente del suo fascino. La decorazione della facciata, con paramento marmoreo bicromo, tipico delle chiese romaniche pistoiesi, ma caratterizzato da un'incisiva influenza pisana, fu realizzato, sempre nella seconda metà del secolo XII, da Gruamonte insieme con il fratello Adeodato, cui si deve anche tutto il repertorio scultoreo e in particolare l'architrave del portale mediano: qui vediamo raffigurato il Viaggio dei re Magi, iconografia piuttosto rara in simile contesto e che forse si spiega con il fatto che la pieve si affacciava sulla via Francigena, uno dei più importanti percorsi dei pellegrinaggi medioevali. I capitelli istoriati sono opera di maestro Enrico, mentre la statuetta con l'effigie di sant'Andrea entro la lunetta sovrastante si deve ad una mano un po' più tarda, già esperta dei modi di Giovanni Pisano.
Alla fine del XV secolo s'intervenne completando la parte alta della facciata e coprendo a volte la navata centrale; nel 1506 Bernardino del Signoraccio fu incaricato di affrescare il catino absidale con le pareti sottostanti, decorazione della quale resta oggi solo la parte centrale con Dio Padre in mandorla sorretto da quattro angeli, primo di una serie di interventi che videro impegnate durante tutta la prima metà del secolo le principali botteghe artistiche pistoiesi: all'altare a destra è un Martirio di Sant'Andrea commissionato a Giovan Battista Volponi, detto "lo Scalabrino" in società con Bernardino Detti ma eseguito tra 1531 e 1532 solo dal primo, mentre a sinistra è l'altare Melocchi con il Crocifisso di Giovanni Pisano sullo sfondo di un affresco raffigurante i Dolenti e la Resurrezione in alto, databile verso il 1507, di solito attribuito a Gerino Gerini in collaborazione con lo stesso Volponi, a cui forse spetta almeno per la maggior parte. In chiesa lavorarono in quegli anni anche il fratello di Gerino, Giovan Battista Gerini, forse il Sollazino e Bernardino Detti. 
Nel XVII secolo, su iniziativa del pievano Bartolomeo Cellesi, furono aggiunti altri altari lungo le navate e furono per essi commissionati dipinti a Cristofano Allori e al lucchese Girolamo Scaglia.
Nella pieve si trova l'organo tronci opus 316, costruito nel 1865 per la chiesa di Castellina di Serravalle Pistoiesee successivamente trasferito nella sede attuale; esso è situato a pavimento nella navata laterale di destra, è a trasmissione meccanica e dispone di 15 registri.

## Altre immagini

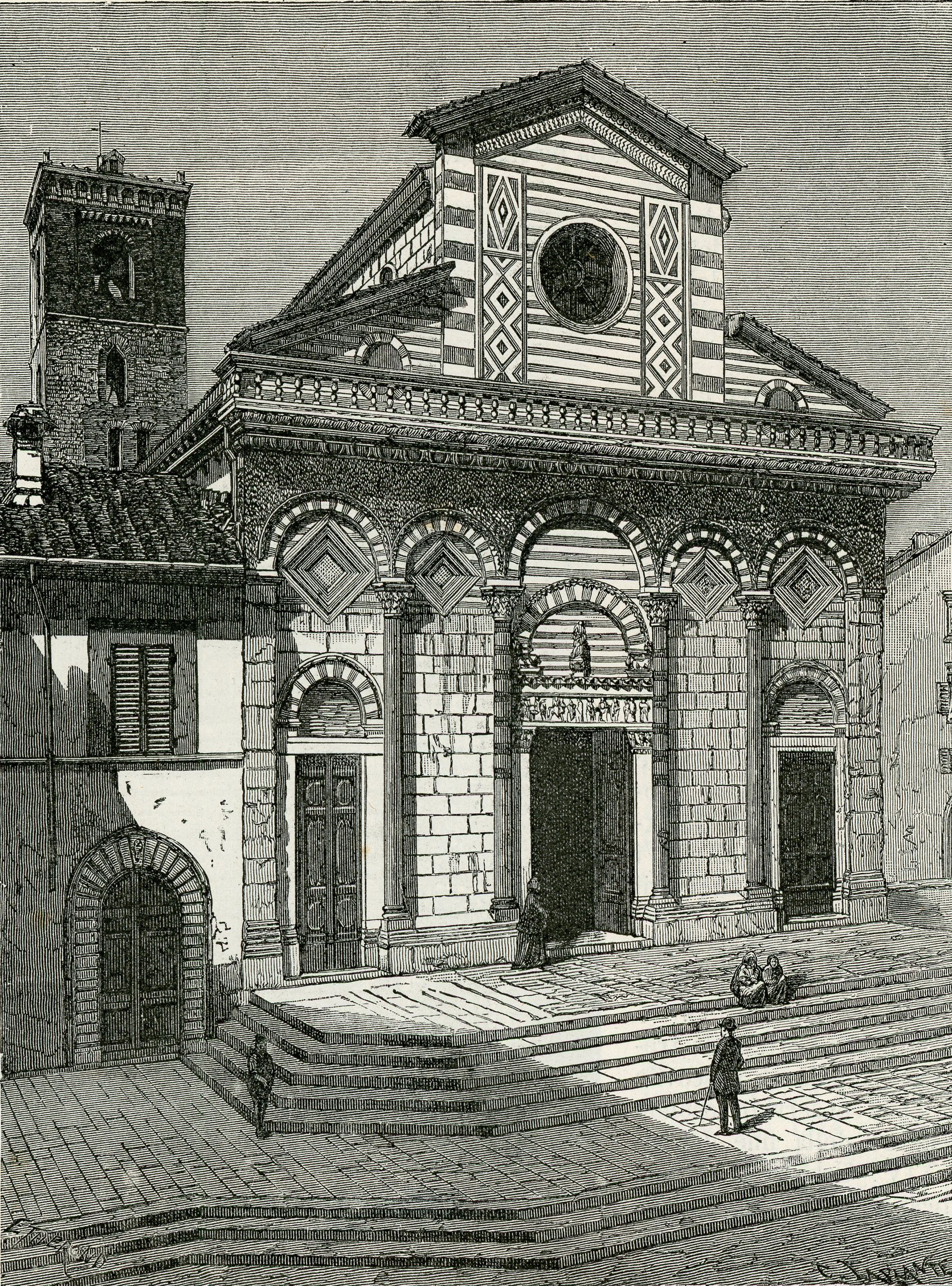
La facciata nel XIX secolo
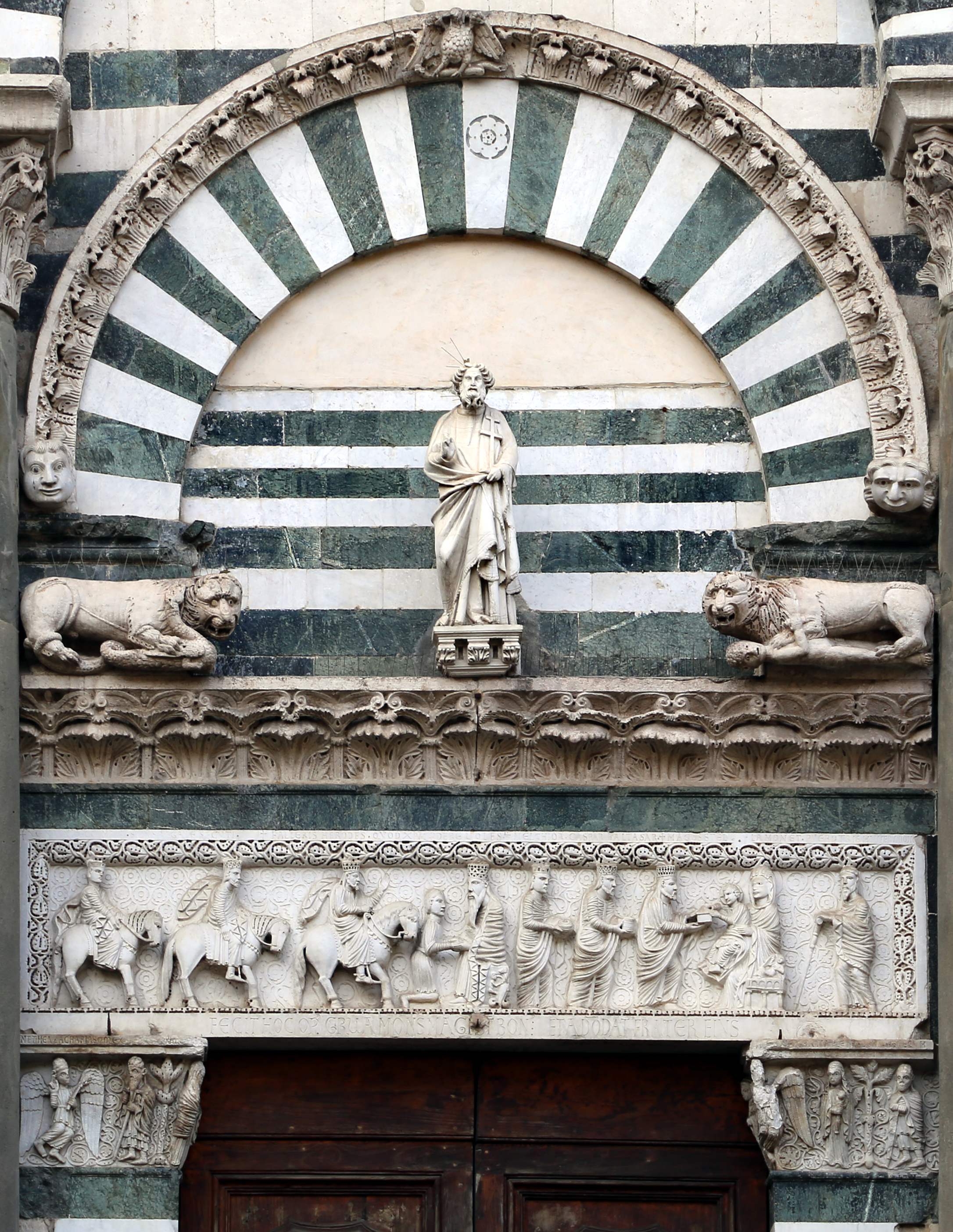
Particolare del portale
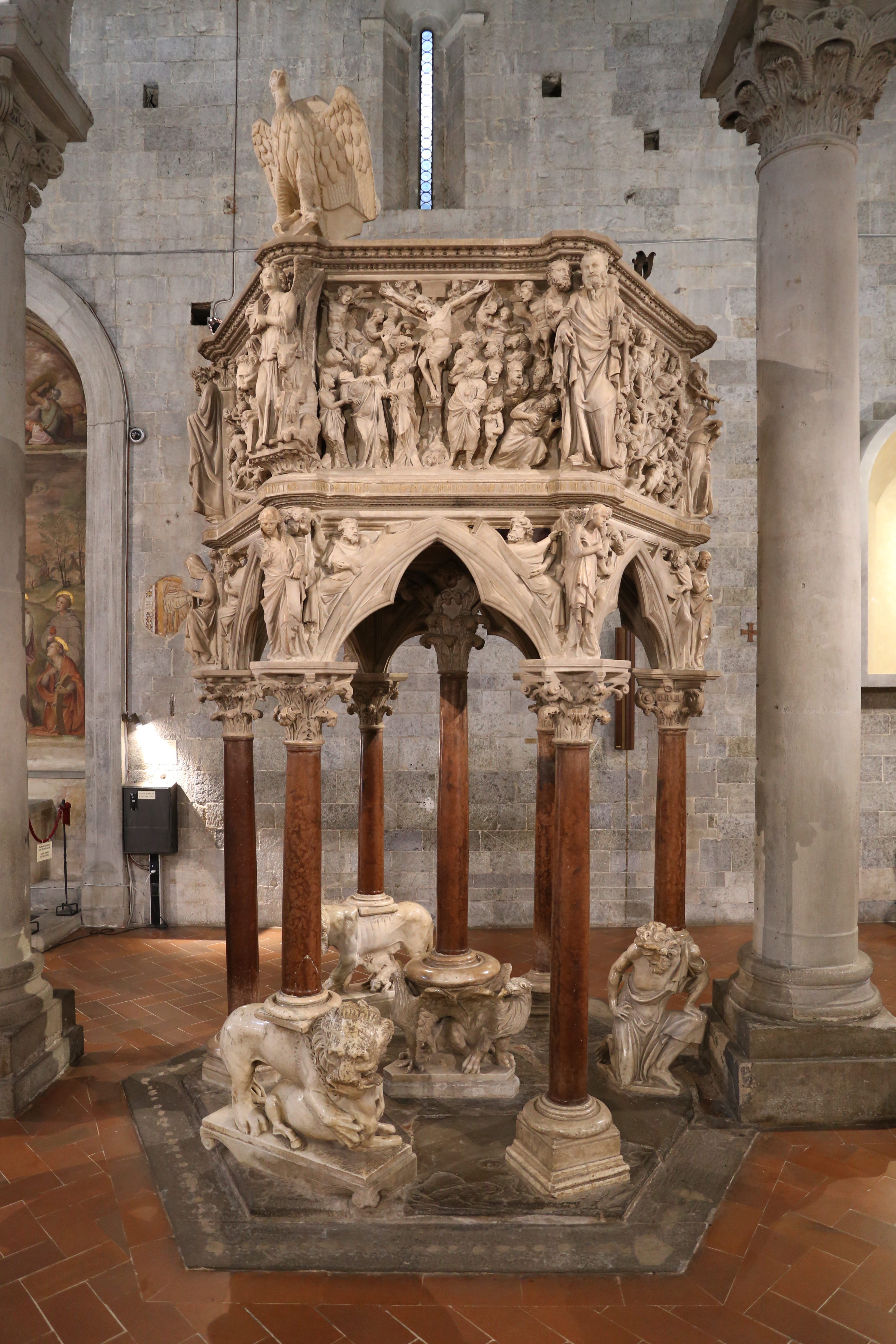
Il pulpito
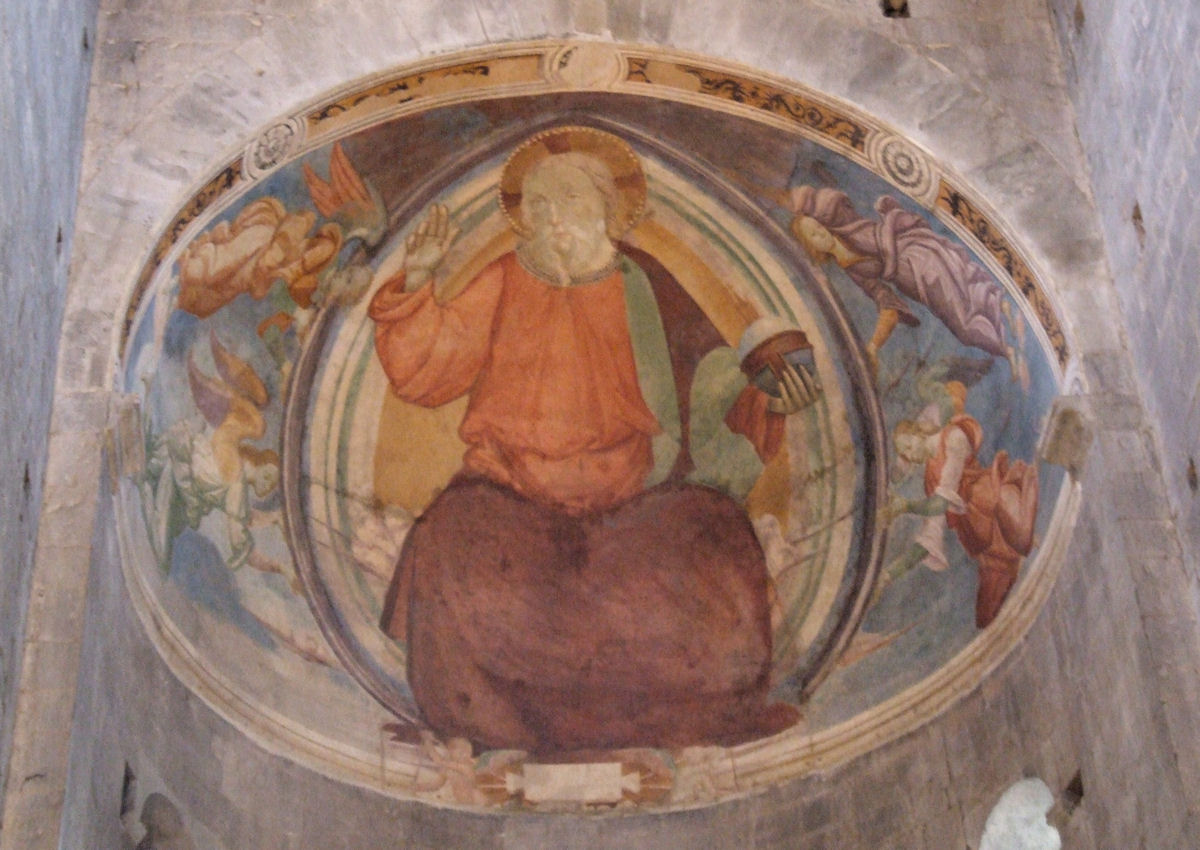
Affresco nel catino absidale
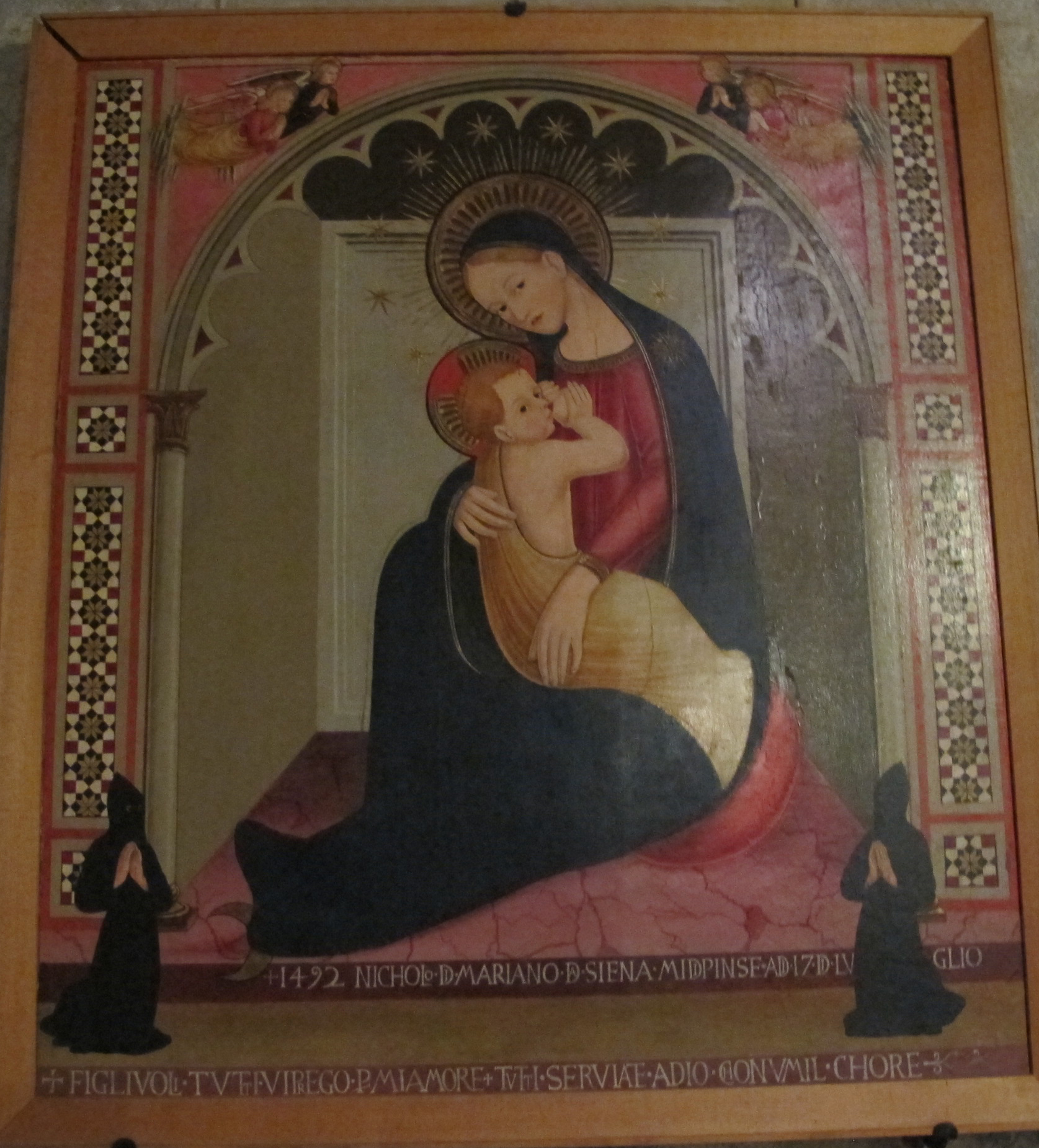
Madonna dell'umiltà di Niccolò di Mariano
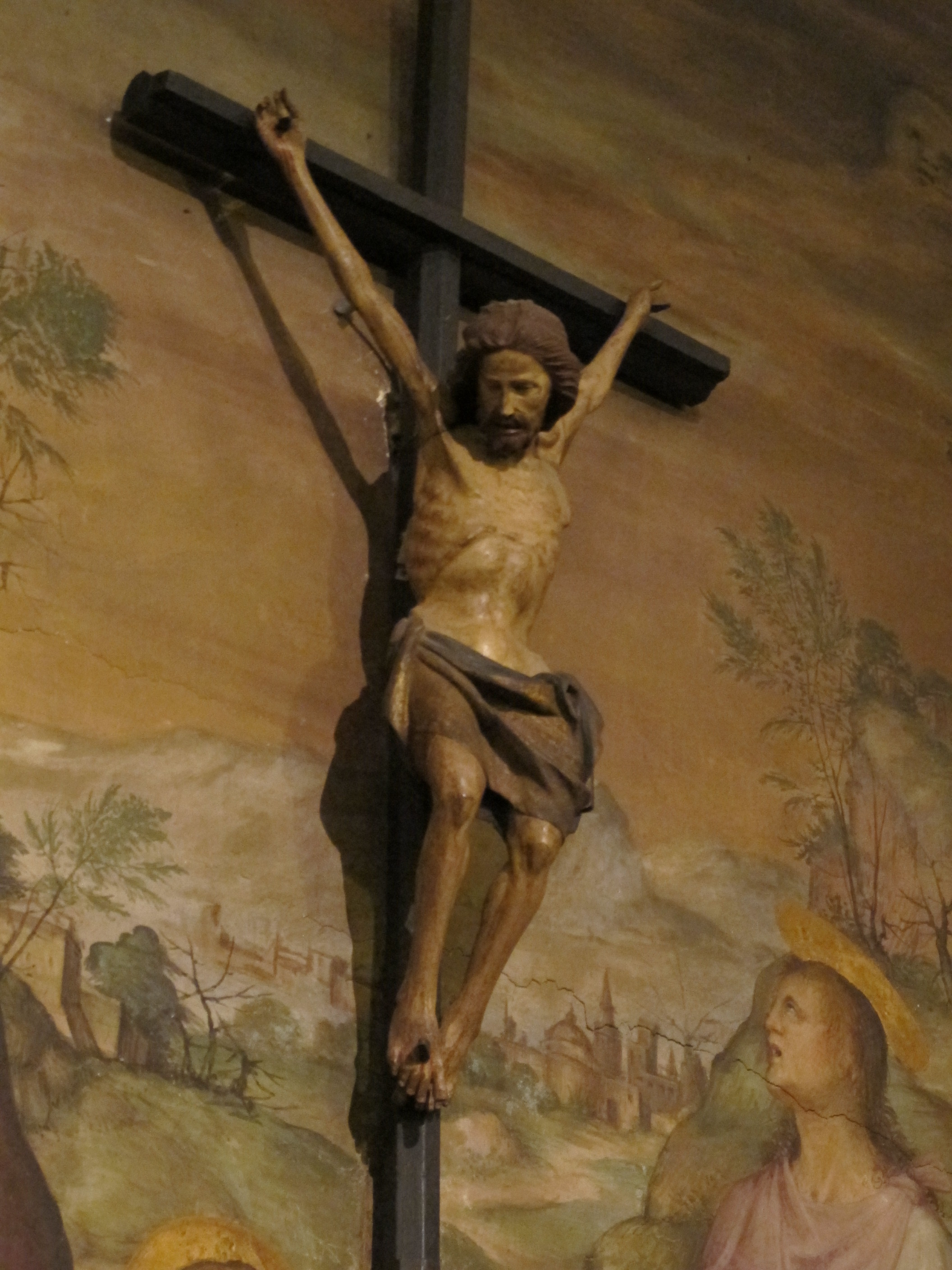
Crocifisso di Giovanni Pisano
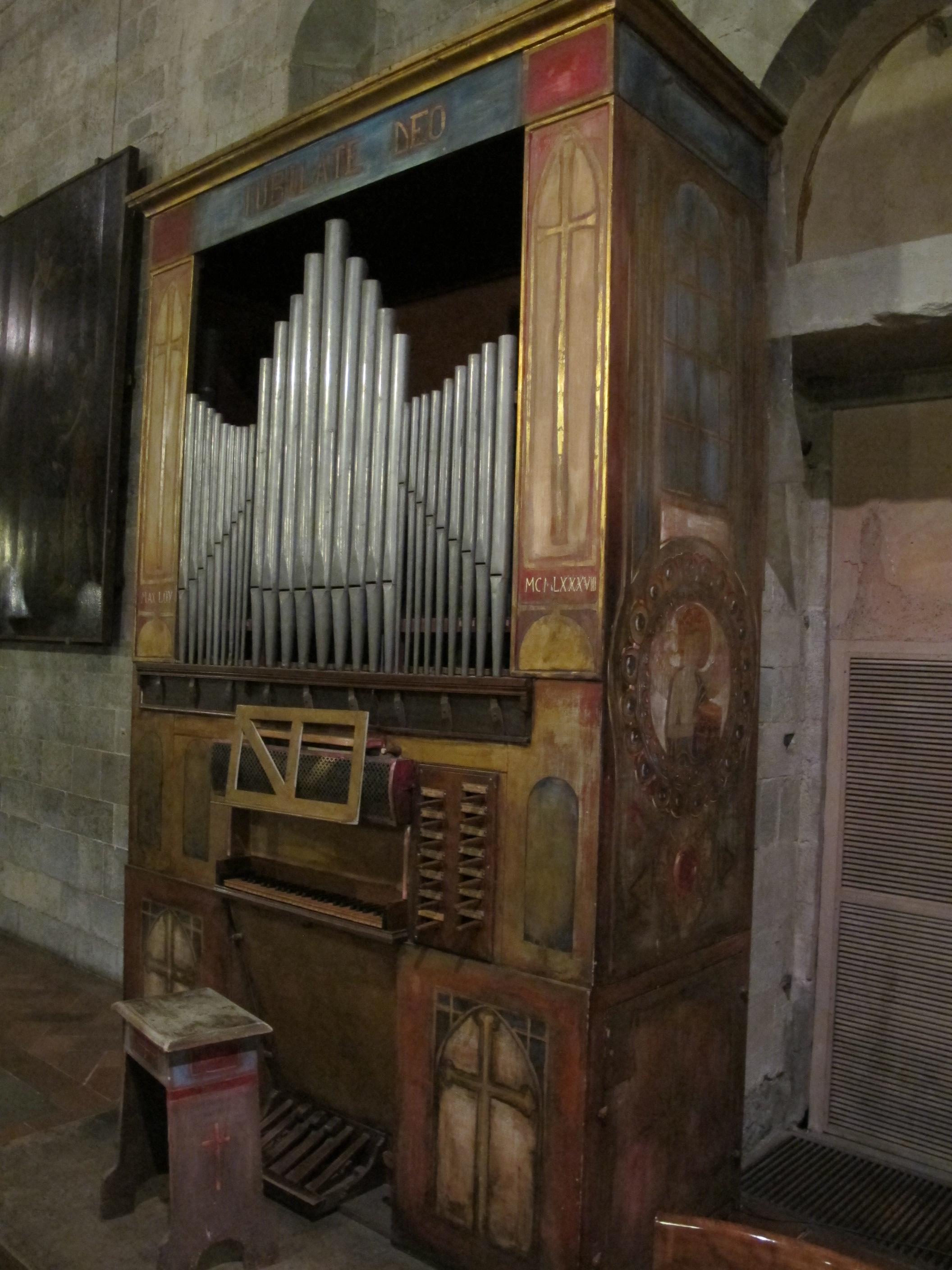
L'organo a canne